# Il cadavere vivente (film 1913)
Il cadavere vivente è un film muto italiano del 1913 diretto da Oreste Mentasti e  Nino Oxilia.